# Бєльченки (Псковська область)
Бєльченки (рос. Бельченки) — присілок в Питаловському районі Псковської області Російської Федерації.
Населення становить 20 осіб. Входить до складу муніципального утворення Линовська волость.

## Історія
Від 2015 року входить до складу муніципального утворення Линовська волость.

## Населення
| 2001 | 2002 | 2010 |
| ---- | ---- | ---- |
| 16   | ↗18  | ↗20  |